# Fotröta
Fotröta är en bakteriell infektion av dichelobacter nodosus i klövarna på får. Symptom uppkommer när de yttre förutsättningarna är de rätta, det vill säga när det är varmt och fuktigt. Fotrötan finns i två former. Den lindrigare kallas benign, och den svårare virulent. Sjukdomen är mycket smärtsam för djuret och yttrar sig i första hand i att det börjar halta och efter ett tag får sådana smärtor att det går på knä och betar. Fotröta börjar med en rodnad och håravfall i klövspalten. Den är i detta skede lätt att förväxla med s.k. klövspaltseksem. Obehandlad kommer fotrötan att utvecklas på så sätt att klövhornet mellan klövarna börjar att smälta ner. Detta sprids vidare upp i sulan som i svåra fall kommer att smälta bort helt och blotta köttklöven. 
Fotröta behandlas med upprepade fotbad i 10% zinksulfatlösning, ofta i kombination med läkemedel i form av bredspektrigt antibiotika. 
Sjukdomen kommer oftast i samband med att man köper in nya livdjur till sin besättning, livdjursinköp. Fotröta är inget som bara uppkommer, utan bakterien måste föras in i besättningen på något vis. Dichelobacter nodosus är en så kallad anaerob bakterie som på ett bete dör inom 10 dagar. I klövklipp kan dock bakterien leva 6-8 veckor.
Man har tidigare trott att fotröta inte funnits på får i Sverige. 2004 påvisades för första gången D. Nodosus. Sedan dess har fotröta påvisats i ytterligare 18 besättningar. 
Eftersom fotröta endast visar symptom under speciella betingelser måste ett helt år med symptomfrihet förflyta efter sanering innan man kan antaga att besättningen är smittfri.